# Имена римских пап
Имя римского папы — тронное имя, под которым папа римский официально известен в период своего понтификата.

## Порядок принятия имени
В наше время папа сразу же после избрания на конклаве должен ответить на два вопроса на латыни (их задает старший из кардиналов-епископов): принимает ли он каноничное избрание, и, если да, каким именем будет называться. Избранный папа отвечает на латыни, например: Vocabor Joannes 'Я буду зваться Иоанн'. После этого кардинал-протодьякон публично в составе торжественного возглашения Habemus Papam произносит после мирского имени нового папы его тронное имя, которое тот себе избрал. Имя всегда имеет латинскую форму, а также передается традиционными соответствиями на других языках мира (например, имени Joannes в итальянском языке соответствует Giovanni, во французском Jean, в английском John, в испанском Juan, в русском Иоанн, в украинском Іван и др.)

## Традиция смены имени
Иногда традицию смены римским папой крестильного имени при избрании на высший в католической церкви пост возводят к первому папе — Петру, которому Иисус Христос дал это имя при избрании его апостолом (до этого он звался Симоном). Однако в течение многих веков папы не меняли имени, первым стал в VI веке Иоанн II, носивший до избрания имя Меркурий и решивший, что имя языческого бога не подходит для папы. Однако многие последователи Меркурия не меняли имён, до 1000 года есть лишь немногочисленные примеры смены имени — например, в 955 году епископ Октавиан сменил имя на Иоанна XII — вероятно, по той же причине, что и Меркурий. Следующий случай смены имени был отмечен в 983 году, когда Пьетро ди Павиа принял имя Иоанна XIV — возможно, из-за пророчества, согласно которому последний папа перед Концом света будет носить то же имя, что и первый — Пётр (имя «Пьетро» — его итальянский аналог). Действительно, папы и в дальнейшем никогда не выбирали имя Пётр, хотя никаких формальных правил, запрещающих это, нет.
Традиция смены имени стала устойчивой лишь начиная с графа Альбериха, сменившего имя на Бенедикта VIII в 1012 году, однако и в последующие века встречались папы, не менявшие своих имён при избрании — последним папой, правившим под полученным при крещении именем, был Марцелл II, избранный папой в 1555 году. Тем не менее, смена имени является всего лишь традицией и не существует документов, обязывающих новоизбранного папу это делать.

## Выбор имени и его смысл
Выбор имени часто носит тот или иной значимый характер. Прежде всего, папы последние несколько веков стараются выбрать имя в честь представительной череды своих предшественников, есть традиционные частые папские имена (имена Лев, Бенедикт, Климент, Пий, Григорий, Иннокентий встречались более 10 раз). Некогда популярные имена Стефан и Бонифаций не использовались уже много веков. Выбор имени часто бывал связан с именем одного из предшествующих пап, сыгравших особую роль в жизни вновь избранного — например, того, кто посвящал его в епископы или в кардиналы. Выбор такого же имени, как у непосредственного предшественника, нечасто, но встречается (в XIX—XX веках: Пий VI и VII, Пий XI и XII, Иоанн Павел I и II). Не было ни одного случая, когда римские папы выбирали бы одно и то же имя трижды подряд.
Особую историю имеет имя Иоанн — некогда самое частое у пап и у антипап, после одиозного Иоанна XXIII (Бальтазара Коссы) его более 500 лет не принимал ни один понтифик вплоть до кардинала Ронкалли, который вновь взял это имя с тем же номером Иоанн XXIII в 1958 году. Только после этого возобладал принцип считать Коссу антипапой, а пизанскую линию пап эпохи Великого раскола, к которой он принадлежал, неканоничной. Ранее пизанские папы обычно указывались в числе законных понтификов. Как объяснял сам Ронкалли, его выбор имени был связан с тем, что его отца звали Джованни (Иоанн), кроме того, св. Иоанну посвящен кафедральный собор пап — Латеранская базилика.
Имя может нести идеологическую нагрузку, так, в XIX—XX веках папское имя Пий ассоциируется с консерватизмом (Пий IX, Пий X и Пий XII); один из маргинальных ультраконсервативных антипап-седевакантистов Люциан Пульвермахер принял имя Пия XIII. Имя Бенедикт, выбранное кардиналом Йозефом Ратцингером, сам папа интерпретировал как знак почитания св. Бенедикта Нурсийского и преемственности по отношению к папе-дипломату и миротворцу Бенедикту XV.

## Нумерация
Первые папы имели уникальные имена, поэтому для их различия не было необходимости использовать какое-то ни было уточнение. Первым папой с повторяющимся именем стал Сикст II в 257 году, для его отличия от Сикста I стали использовать латинское слово junior («младший»). После восшествия на папский престол Григория III для него стали использовать именование secundus junior («второй младший»). Номер впервые появился на папской печати Льва IX (1049—1054). Однако до сих пор для пап с уникальными именами не используется уточнение «I» («первый»), оно появляется постфактум лишь после появления второго папы с таким же именем.
В существующей нумерации пап имеются ошибки и разночтения. Иногда они постфактум исправляются двойной нумерацией — так, папа, в течение длительного времени известный как Феликс III, ныне именуется Феликсом III (II), поскольку папа Феликс II был признан нелегитимным антипапой за то, что занимал престол во время ссылки папы Либерия.
Другой пример — это отсутствие в официальном списке папы Иоанна XX, что различные исследователи объясняют двумя возможными причинами. По первой версии, некоторые хронисты считали законным папой антипапу Иоанна XVI. По другой версии, это вызвано тем, что Мартин Опавский и его последователи ошибочно включали в список пап некоего Иоанна между антипапой Бонифацием VII и папой Иоанном XV, который при таком подходе имел порядковый номер XVI — позднее ошибка была исправлена, однако папа Иоанн XX оказался отсутствующим в списке.
Ещё одной ошибкой является именование папы Мартина IV при отсутствии пап Мартина II и Мартина III, что произошло из-за ошибочного прочтения им при восшествии на престол имён пап Марина I и Марина II, которые были приняты за Мартинов.
Наконец, имеется ошибка в нумерации пап с именем Стефан, так как длительное время в список включали Стефана II, избранного папой в марте 752 года, умершего через 4 дня после этого и не получившего посвящения — в 1961 году этот папа был исключён из Annuario Pontificio, а следующие за ним папы с таким именем получили двойную нумерацию — например, Стефан II (III).

## Современность
В 1978 году кардинал Лучани принял имя Иоанн Павел I и этим совершил «ономастическую революцию». Во-первых, он принял ранее не употреблявшееся имя с номером I: всем другим папам этот номер был присвоен уже «задним числом», после появления традиции использовать номера, а последним папой до Иоанна Павла I с ранее не встречавшимся именем был правивший более чем за тысячу лет до него Ландон (913—914). Во-вторых, впервые в истории папства понтифик принял двойное имя. Лучани сделал это в честь двух своих ближайших предшественников — Иоанна XXIII и Павла VI.
Его преемник кардинал Войтыла, самый знаменитый папа XX века, принял это же имя — Иоанн Павел II. Следующий папа, преемник Войтылы кардинал Ратцингер, выбрал более традиционное тронное имя — Бенедикт XVI в честь Бенедикта XV и святого Бенедикта Нурскийского.
Преемник Бенедикта XVI кардинал Бергольо вновь избрал себе имя, никогда ранее не использовавшееся римскими папами — Франциск, причём на сей раз уже не связанное с именами предшественников, в честь святого Франциска Ассизского. В отличие от Иоанна Павла I, Франциск не использовал номера I (было объявлено, что он будет так именоваться, только если впоследствии появится папа Франциск II). Следующий папа, преемник Бергольо кардинал Превост, вновь выбрал более традиционное тронное имя — Лев XIV, отсылая ко Льву XIII, автору первой энциклики о социальной политике Церкви.

## Наиболее часто встречающиеся имена римских пап
Ниже приводится частотность употребления имён римских пап и антипап (антипапы отмечены цветной заливкой):

## Комментарии
1. 1 2 3 4 5 6 7 8 9 10 11 12 13 14 15 16 17 18 19 20 21 22 23 24 25 26 27 28 29 30 31 32 33 34 35 36 37 38 39 40 41 42  антипапа
2. ↑  папы с таким порядковым номером не было
3. ↑  Не прошёл необходимого обряда посвящения в епископы. С 1961 года по постановлению Второго Ватиканского собора не включается в список понтификов, а всем последующим папам с именем Стефан присвоена двойная нумерация
4. 1 2 3 4 5 6 7 8  Папа Стефан II не прошёл необходимого обряда посвящения в епископы, поэтому с 1961 года по постановлению Второго Ватиканского собора не включается в список понтификов, а всем последующим папам с именем Стефан присвоена двойная нумерация
5. ↑  Мартина II никогда не существовало. При определении порядкового номера Симон де Брион (Мартин IV) пользовался ошибочными списками, в которых Марин I и Марин II значились как Мартин II и Мартин III
6. ↑  Мартина III никогда не существовало. При определении порядкового номера Симон де Брион (Мартин IV) пользовался ошибочными списками, в которых Марин I и Марин II значились как Мартин II и Мартин III
7. ↑  антипапа, без №